# Gentrificación medioambiental
La gentrificación medioambiental, también llamada gentrificación ecológica o verde, es un proceso en donde la proporción de comodidades verdes o la limpieza de la polución ambiental aumenta el valor de la propiedad local y atrae a residentes con mayor poder de adquisición a un lugar previamente contaminado o privado de derechos. Las comodidades ambientales incluyen espacios verdes, parques, techos verdes, jardines y el uso de materiales de construcción ecológicos y energéticamente eficientes. Estas iniciativas pueden mejorar muchos problemas medioambientales causados por la industrialización y puede embellecer los paisajes urbanos, además de ayudar a lograr un futuro sostenible. Sin embargo, si se acompaña de gentrificación, estas iniciativas pueden tener un impacto social ambiguo si, por ejemplo, las familias de bajos ingresos se ven desplazadas o forzadas a pagar costes de vivienda más altos.
Acuñado por primera vez por Sieg et al. (2004), la gentrificación ambiental es un concepto relativamente nuevo, a pesar de que pueda ser considerado como un tema híbrido generado a partir de los conceptos de gentrificación y justicia medioambiental.

## Gentrificación
La gentrificación es un proceso en el cual un barrio es transformado para proveer a un inversor o comprador con mayor poder de adquisición.  El proceso a menudo ocurre en barrios de clases trabajadoras, habitados por residentes de bajos ingresos.  El desarrollo inmobiliario, como la construcción de condominios de lujo o la transformación de fábricas viejas a casas vanguardistas (lofts), atrae a inversores más ricos.  A medida que la gentrificación avanza, los precios de los inmuebles y de los arriendos aumentan por demanda, lo que hace que los residentes de bajos ingresos se vean forzados a migrar a las afueras de estos barrios. Además, a medida que los residentes de clase media se establecen en el barrio, los negocios de los alrededores se transforman para satisfacer las necesidades de esta nueva población. 
La gentrificación a menudo es promovida por los gobiernos locales a través de políticas que promueven la "renovación urbana". Generalmente, se considera que este proceso beneficia la economía local y mejora los barrios.
Se han reconocido tres fases históricas en el proceso de gentrificación (en Norteamérica):
1. Décadas de 1960 a 1970: los gobiernos locales inician el proceso, reinvirtiendo el capital disponible en el centro de la ciudad
2. Década de los 1970: el proceso se extiende a ciudades más pequeñas. Un ejemplo es la promoción  de comunidades de arte, como Soho Manhattan, para atraer residentes e inversores.
3. Década de los 1990: el desarrollo incrementó en extensión y complejidad a través de sociedades público-privadas.

A medida que los ciudadanos más ricos reclaman comodidades verdes, las ciudades han cambiado su foco al redesarrollo urbano con iniciativas verdes, lo cual genera un proceso similar. Algunas de estas iniciativas pueden ser observadas a través de cambios en la infraestructura local, el cambio en el uso de medios de transporte (uso de bicicleta, caminar, etc.), y el desplazamiento de las personas, todos siendo elementos que pueden llevar a la gentrificación de un barrio

## Sostenibilidad y planificación urbanas
La sostenibilidad es una herramienta utilizada por gobiernos y desarrolladores para promover iniciativas verdes en las ciudades.  La sostenibilidad emergió como una propuesta global en la Cumbre de la Tierra de Río de Janeiro en 1992, a raíz de la promoción del desarrollo sostenible en países en desarrollo.  En teoría, la sostenibilidad puede ser lograda a través de un equilibrio de la economía, el entorno y la equidad social.  Aun así, en la práctica, esto configura un desafío.
Aquellos promotores de la sostenibilidad dedicados a la equidad social están preocupados con la capacidad de dar poder de decisión a comunidades locales así como asegurar que se beneficien de los proyectos de desarrollo que ocurran dentro de estas. La participación pública apunta a que estas preocupaciones y necesidades locales sean satisfechas. El desarrollo de zonas baldías y terrenos industriales abandonados se han convertido en la base para la verdificación urbana a gran escala. Estos sitios son típicos de los viejos paisajes industriales y generalmente se ubican cerca de los centros y litorales, muchas veces requiriendo arreglos medioambientales. Los redesarrollos medioambientales menudo promueven la sostenibilidad a través de mecanismos de planificación urbana, como el Nuevo urbanismo, el cual promueve la construcción de ciudades caminables y que mejoren la calidad de vida
Las ciudades y sus individuos están respondiendo a la crisis ecológica a través de acciones y planificación que respetan el medio ambiente. Las Naciones Unidas estima que aproximadamente el 54% de los habitantes del mundo viven en ciudades, esperando que aumente a 66% para el año 2050.  De muchas formas, la ciudad se comporta como un organismo, extrayendo y utilizando recursos en un espacio y tiempo. Por lo tanto, el estudio del entorno urbano a menudo puede revelar posiciones de poder dentro de un espacio.  Por ejemplo, en los Estados Unidos existe una correlación negativa entre la provisión de espacios verdes urbanos y poblaciones afroamericanas e hispánicas.  Los espacios que se les provee a estas poblaciones tienden a tener carencias en cuidados municipales y vigilancia policial.  Además, los espacios verdes en barrios adinerados promueven actividades para ciudadanos ricos, lo que ayuda a mantener un orden social específico.

## Gentrificación y justicia medioambiental en los Estados Unidos

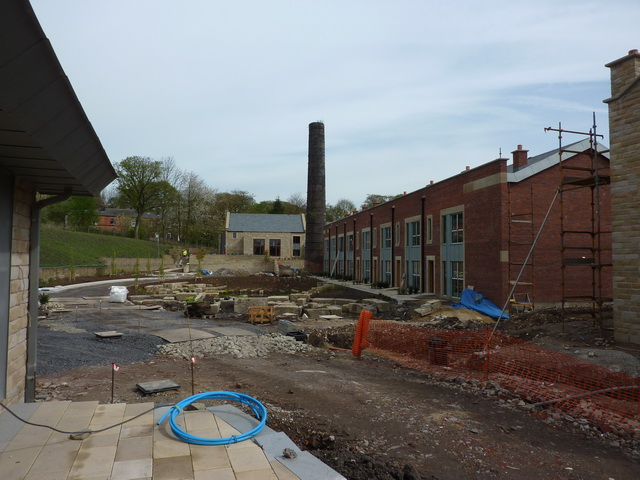
Antes del redesarrollo de Elbut Mill

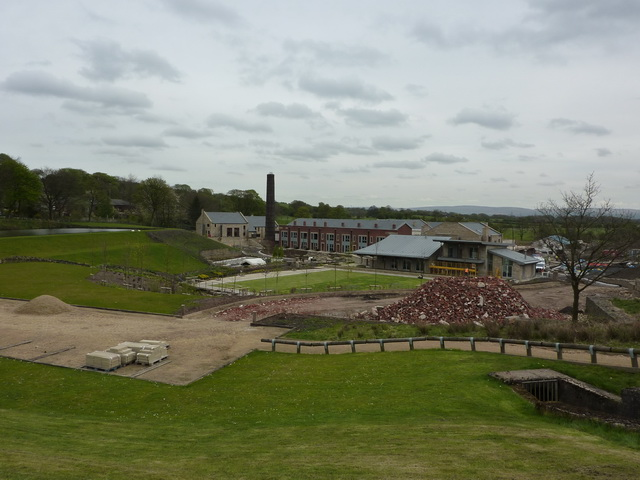
Después del redesarrollo de Elbut Mill

La gentrificación medioambiental es un tema que se interseca con la justicia medioambiental. Las áreas que son redesarrolladas con el objetivo de añadir parques y espacios verdes más amigables con el medio ambiente generalmente son seleccionados debido a que los terrenos que han sido descuidados pueden ser adquiridos a un coste más bajo. La intención de renovar y arreglar estas propiedades para en algún momento obtener beneficio monetario se deja en claro ante la compra de propiedades y terrenos baratos. Estas propiedades a menudo se ubican en zonas donde viven predominantemente personas de minorías raciales y étnicas, las cuales estaban estratégicamente ubicadas en áreas más susceptibles y cercanas a lugares de eliminación de residuos tóxicos así como otros tipos de contaminación. La Agencia de Protección Medioambiental (EPA) tampoco parece dar prioridad a las intervenciones a estas situaciones, a pesar de los efectos negativos de estos problemas. A medida que los barrios son modernizados a través de programas (como Superfund), pueden distinguirse cambios y tendencias, como un aumento en el número de personas con más recursos financieros y un mayor nivel de educación que se mudan al barrio redesarrollado. A medida que las personas con más recursos financieros se mudan a estos barrios, los residentes previos son lentamente desplazados debido al aumento gradual de los costos de vida. Típicamente, estos barrios terminan con una proporción mayor de residentes de raza blanca. Y a medida que los barrios son habitados por una mayor cantidad de personas de raza blanca, aumentan los casos de vigilancia ciudadana, que incluye no solamente perfilado, sino también solicitudes a la aplicación de la ley sin fundamentos, especialmente hacia personas de color. Se ha visto que, en planes de desarrollo de áreas más grandes, hay gran dependencia en organizaciones sin fines de lucro que se enfocan en el desarrollo de parques y espacios verdes, y debido a su falta de especialización en el desarrollo de infraestrutura, las consecuencias de la gentrificación, como la falta de viviendas asequibles, ha sido ignorada a medida que se han construido estas áreas verdes.
Las áreas verdes urbanas son áreas que se ubican en espacios abiertos con aspecto de ambientes naturales, con vegetación y, en ocasiones, fuentes de agua. Los espacios verdes entregan un aspecto estético agradable como también un espacio para realizar actividad física a los residentes de la comunidad, lo que promueve el bienestar físico y mental. La gentrificación verde se aplica a estos espacios verdes, en función de la accesibilidad a estas mejoras. Los espacios verdes, como los parques y campos, suelen ubicarse en barrios ricos, donde existen áreas con escasa o nula vegetación, mientras que en los barrios de ingresos bajos, las comunidades luchan con asuntos financieros.
La promoción de las áreas verdes tiene un efecto positivo en las comunidades, y el desbalance en la presencia de vegetación entre áreas de altos y bajos ingresos, demuestra injusticia medioambiental. Algunos estudios han demostrado que los espacios verdes en áreas urbanas tienen un efecto en el microclima y en los riesgos para la salud, en cuanto disminuyen la temperatura local y mejoran la calidad del aire.

## Ejemplos

### Barcelona

#### Distrito de Sant Marti
Un estudio que fue llevado a cabo entre 1990 y 2005, examinó los impactos sociales de las mejorías realizadas a los espacios verdes urbanos a lo largo de la ciudad de Barcelona.  Durante los 1990 y 2000, se agregaron 18 nuevos parques verdes urbanos a la agenda de planificación urbana de la ciudad.
En primer lugar, cuando a Barcelona fue elegida para realizar los Juegos Olímpicos de 1992, la ciudad se preparó para el evento a través de numerosos desarrollos urbanos que influenciaron una transformación de los espacios públicos. Anteriormente, ya existía la preocupación de proporcionar parques urbanos para facilitar la socialización y el ejercicio. Sin embargo, a medida que se acercaba la fecha de las Olimpiadas, los planificadores urbanos y los gobiernos locales tomaron la oportunidad de desarrollas espacios verdes para megaeventos.  Estos nuevos tipos de espacios priorizaron la estética de los espacios verdes para atraer turistas y ofrecer grandes paisajes. Se puede observar el resultado en tres parques: el Parc del Port Olimpic, el Parc del Poblenou y el Parc de Diagnol Mar.  Estos parques han cambiado la demografía de los barrios hacia la opulencia.
La ciudad de Barcelona lanzó el Plan para la Biodiversidad y la Infraestructura Verde de Barcelona 2020, un plan para la sostenibilidad. Este plan, ni sus documentos, contienen planes para la provisión de viviendas a costo asequible ni los impactos sociales que derivarían del desarrollo a gran escala.  El proyecto de Diagnol Mar es un gran ejemplo de iniciativas verdes y de redesarrollo urbano a gran escala en un sitio baldío.  Históricamente, el área ha sido un puerto industrial ubicado cerca del mar Mediterráneo.  El proyecto Diagonal Mar incluye condominios de lujo, tres hoteles, tres edificios de oficinas y un centro comercial ubicado dentro de un espacio verde urbano.  El proyecto ha sido criticado por no considerar la opinión local en su planificación, en cuanto no existen espacios aptos para la interacción social de los ciudadanos.
Los estudios sugieren que la gentrificación verde ha ocurrido al mismo tiempo que el desarrollo de parques en el distrito de Sant Marti. Los autores de los estudios sugieren que el cambio demográfico-económico en el período 1990-2005 en este distrito ha sido alarmante. Además, las áreas que rodean a los parques han presentado indicadores claros de estos cambios, en cuanto ha incrementado la cantidad de residentes con títulos de bachillerato, provenientes del norte del globo, con mayor ingreso del hogar y un aumento general en la población de residentes de 65 años y más que viven solos.
| Periodo de tiempo | Parque (año de construcción) | Personas con grado de Bachillerato | Promedio del distrito | Personas mayores de 65 años de edad | Promedio del distrito | Inmigrante del norte global | Promedio del distrito | Ingreso familiar | Promedio del distrito |
| ----------------- | ---------------------------- | ---------------------------------- | --------------------- | ----------------------------------- | --------------------- | --------------------------- | --------------------- | ---------------- | --------------------- |
| (1991-2006)       | Parc del Port Olimpic (1992) | 27.92%                             | 7.59%                 | -1.52%                              | 1.82%                 | 7.4%                        | 3.22%                 | 19.21%           | 2.8%                  |
| (1991-2006)       | Parc del Poblenou (1992)     | 25.98%                             | 7.59%                 | -2.97%                              | 1.82%                 | 6.9%                        | 3.22%                 | 14.42%           | 2.8%                  |
| (2004-2006)       | Parc de Diagnol Mar (2002)   | 4.69%                              | 1.37%                 | -0.18%                              | 0.06%                 | 1.71%                       | 2.19%                 | 4.2%             | 2.1%                  |

### Ciudad de Nueva York

#### High Line
La High Line es un parque público en altura de 1.45 millas (2.33 km) de distancia, que fue construido en una línea de traslado de carga a lo largo del lado oeste de Manhattan en Nueva York.  Anterior a su desarrollo, la High Line era el símbolo del deterioro de la industria de la ciudad: el barrio ubicado junto a la High Line Chelsea, presentaba altas tasas de delincuencia.  Desde la década de los 1980, el gobierno local intentó demolerlo, y, en respuesta, los activistas promovieron la idea de que la High Line podría ser devuelta a la comunidad como un bien público. Cuando la High Line fue adquirida por CSX Transportation en 1999, las reuniones comunitarias proporcionaron una vía  de proposiciones para usos alternativos.  En la misma época, Joshua David y Robert Hammond formaron una organización sin ánimo de lucro llamada Amigos de la Línea Alta (Friends of the High Line) cuyo objetivo principal era adquirir fondos públicos y privados para salvar el puente de su demolición.  Celebridades notables como Edward Norton, Martha Stewart y Kevin Tocino, proporcionaron ayuda financiera al proyecto.  Los Amigos de la Línea Alta presentaron una estrategia de desarrollo a la administración de Bloomberg, promocionando que el puente podría ser reconvertido a un parque público y que esto proporcionaría beneficios económicos al barrio circundante y generar ingresos de impuesto sustancial.  La administración Bloomberg aceptó la iniciativa y el alcalde Bloomberg dio una declaración de apoyo, declarando “La decisión del comité ha sido una gran victoria para todos los neoyorquinos. Nos permite implementar planes para preservar este recurso histórico y valioso, crear un espacio público abierto muy solicitado y fortalecer la economía de nuestra ciudad."
Se puede ver evidencia de que este proyecto ha iniciado un proceso de gentrificación a través de la fuerte alza del precios de los inmuebles, así como el tipos de actividades que se han establecido alrededor de la High Line y sus áreas circundantes.  En solo dos años, ha habido una producción de USD$2 mil millones en construcción inmobiliaria, lo que ha contribuido USD$900 millones adicionales en impuestos.  Además, la reubicación del de Museo Whitney de Arte Estadounidense arroja pistas sobre la popularidad del parque.
En la High Line, a pesar de es presentado como un parque público, se privilegian ciertos usuarios y actividades.  Los Amigos de la Línea Alta solo permiten la presencia de algunos tipos de vendedores así como también proveeen guardias de seguridad privada.  Los visitantes de la High Line pueden disfrutar comidas y cervezas elaboradas de forma local y explorar puestos de venta de arte.  La promoción del crecimiento económico y ciertos tipos de consumo, asociado a vigilancia, resulta en la neoliberalización de estos espacios públicos.  A pesar de ser un ícono de la ciudad, la High Line no provee un espacio público y beneficios que todos los ciudadanos puedan utilizar y disfrutar.  En cambio, se asemeja mucho más a un espacio para lo 'privilegiado', donde las reclamaciones de uso de espacio público son dominadas por ciudadanos de clase alta.
Al mismo tiempo, en 2007, la administración Bloomberg lanzó el plan PlaNYC 2030: Una Nueva York Más Grande y Verde, el cual apunta a combatir el cambio climático a través de la expansión de la sostenibilidad mediante 132 iniciativas. Un objetivo destaca el pilar social de la sostenibilidad, mediante el establecimiento de una meta en que cada uno de los ciudadanos tendrá un espacio verde a 10 minutos de distancia de su hogar.

### Vancouver

#### False Creek
El diseño urbano tradicional de Vancouver recordaba al de aquel de una pequeña ciudad: un trazado hipodámico de las calles, llenas de casas familiares, con negocios establecidos a lo largo de las calles principales y la industria concentrada en las costas y ensenadas.  La década de los 1960 vino acompañada de un aumento en la concentración de la población por la construcción de altos edificios residenciales en el centro de la ciudad. En los 80,  debido a la celebración de Exposición Universal de Montreal, ocurrió un desarrollo de los sitios baldíos (previamente áreas industriales) para la construcción de condominios en la región de False Creek.  Anteriormente, esta área era el corazón de la industria de Vancouver y había empezado a deteriorarse a medida que cambió el tipo de industria.  Después de la Exposición, el sitio fue adquirido por el millonario hongkonés Li Ka-Shing por USD$320 millones, tras lo cual se construyeron edificios de lujo.  Estos desarrollos promovieron un tono de sostenibilidad que fueron apoyados a través de documentos como la Planificación Estratégica para una Región Habitable (Livable Region Strategic Planning) publicada en 1996.  Las estrategias de planificación urbana como el Crecimiento inteligente, insistían en que los objetivos medioambientales podían ser logrados a través de la provisión de áreas urbanas caminables y de uso mixto, lo cual reduciría la dispersión urbana.  Las críticas de Crecimiento inteligente destacan los aspectos de equidad ignorados de la estrategia, en cuanto frecuentemente ignoran a los residentes de bajos recursos.  La asequibilidad de las viviendas se transformó en un problema entre 2001 y 2007 cuando el precio para una vivienda de dos dormitorios en el lado oeste de Vancouver subió de USD$260,000 a USD$650,000.  En 2008, el ayuntamiento aceptó a EcoDensity como la solución a la asequibilidad de viviendas, el cual promovió aún más ladensificación de los barrios céntricos y circundantes, siendo una solución a la asequibilidad más que a la provisión de casas sociales. Varias torres fueron construidas en la zona este de Vancouver, lo que desplazó a unos 4.000 residentes de bajos ingresos entre junio de 2007 y enero de 2008.  Las críticas a EcoDensity se basan en que la estrategia no toma en cuenta la opinión de los ciudadanos en la planificación de medidas.
Vancouver se ha convertido en una de las ciudades más populares para vivir en el mundo, ofreciendo grandes vistas a las montañas y múltiples accesos a playas.  Cuando Vancouver fue seleccionado para hospedar los Juegos Olímpicos de Invierno de 2010, esto hizo que se desarrollara el "Millenium Water" a lo largo de la porción sudeste de False Creek, el cual se transformó en el sitio para la Villa Olímpica de Vancouver.  Este proyecto presumió veredas al estilo europeo, techos verdes y características de sostenibilidad .  No hubo provisión de viviendas para personas de bajos ingresos, y el precio mínimo de las viviendas de un dormitorio comenzaban en los USD$500,000.  En un esfuerzo para reducir los impactos ecológicos, el proyecto promovió un proyecto de restauración de hábitats por el cual la tierra sobrante que no fue usada en la construcción fue usada para crear una isla para que anidasen las aves locales.  En 2006, los water squatters, personas que viven en barcos en las aguas de False Creek, fueron desalojadas en un esfuerzo para limpiar el área.  El desarrollo de False Creek fue anunciado como un parque natural para nuevos residentes y turistas, y promovía espacios para el ocio.  Algunos autores sugieren que hay una desconexión entre la promoción de discursos medioambientales y problemas de equidad, lo que resulta en un conflicto de clase espacial en la ciudad.  A pesar de que Vancouver es un sitio altamente deseable para vivir, la promoción de la sostenibilidad a través de políticas ignora la necesidad de provisión de viviendas asequibles.